# Endive
Cichorium intybus var. foliosum · Chicon, chicorée de Bruxelles, chicorée witloof
Pour les articles homonymes, voir Chicon (homonymie) et Endive (homonymie).
Ne doit pas être confondu avec Chicorée endive.
Cichorium intybus L. var. foliosum Hegi est une variété  d'espèce de plante à fleurs de la famille des Asteracées. Elle est dénommée endive dans la majorité de la France métropolitaine et au Québec. Cette chicorée amère est une plante bisannuelle différente de la chicorée à café ou  chicorée industrielle (Cichorium intybus var. sativum).
Variété
Classification phylogénétique
Cichorium intybus L. var. foliosum a de « nombreuses feuilles », comme son épithète subspécifique le précise, est surtout cultivée comme une plante annuelle pour ses « chicons », pousses blanchies obtenues par forçage et consommées comme légumes crus ou cuits.
Contrairement à ce que son nom usuel pourrait laisser croire, cette salade n'est pas une variété issue de l'« endive vraie » des botanistes, une espèce voisine nommée Cichorium endivia L. qui donne les chicorées scaroles et frisées.

## Terminologie
- Nom scientifique valide : Cichorium intybus var. foliosum L[1],[7].
- Nom vulgaire (vulgarisation scientifique), accepté, recommandé ou typique en français : chicorée de Bruxelles[8],[9],[10] ou chicorée de Belgique[8]  ou encore Barbe de capucin[8].
- Noms vernaculaires (langage courant), pouvant désigner éventuellement d'autres espèces : cette variété cultivée est très fréquemment appelée endive[11],[10],[12], mais son usage en botanique est à éviter à cause des confusions possibles avec Cichorium endivia[8]. Le mot endive est ensuite passé du français à l'anglais et au japonais. Cette salade est aussi appelée chicon en Belgique, au Luxembourg et dans le Nord de la France ; cependant, dans l'Ouest de la France, le terme « chicon » désigne parfois la laitue romaine[13],[14],[15]. On nomme aussi cette plante chicorée à grosse racine de Bruxelles[9] ou encore chicorée Witloof[8],[9],[10](nom d'origine flamande, « feuille blanche »). Le terme witloof a été introduit lorsque les producteurs flamands[16] sont devenus les plus grands exportateurs de ce produit[17].

## Historique

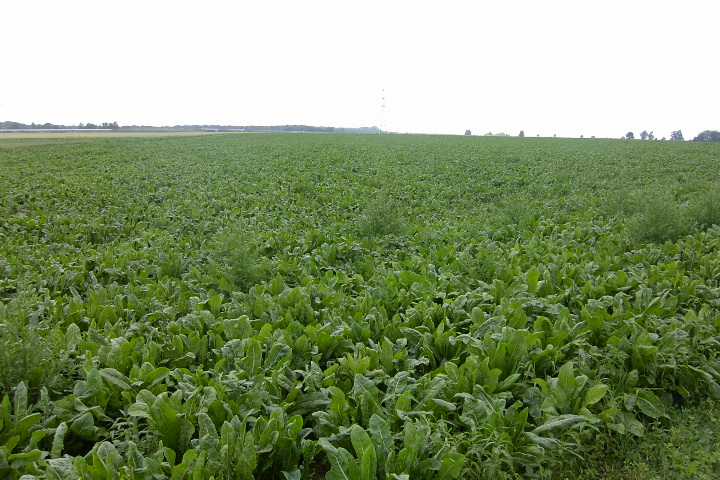
Champ de chicorée à endives.

Les feuilles vertes de chicorée sauvage ont été récoltées et consommées depuis très longtemps. Vers 1610-1615, les feuilles étiolées sont signalées comme excellentes en salades dans le Théâtre des plans et jardinages. En 1554, Rembert Dodoens décrit la chicorée comme étant une plante à grande vertu médicinale.
Dans son Dictionnaire universel d’agriculture et de jardinage, de fauconnerie, chasse, pêche, cuisine et manège de 1751, La Chesnaye mentionne une méthode particulière de culture de la chicorée sauvage inspirée de la culture du champignon en France : dans des caves sombres, les racines sont recouvertes de trente centimètres de fumier et, après vingt-cinq jours, des feuilles blanches apparaissent ; c'est la barbe de capucin, plus amère encore que l'endive, encore cultivée de nos jours dans la banlieue lilloise. Sa culture, au contraire de l'endive, est restée totalement traditionnelle.
L'endive est un des légumes les plus récents.
La légende veut qu'elle fût « inventée » vers 1830 dans la vallée Josaphat à Schaerbeek. On l’attribue parfois à un paysan qui aurait voulu dissimuler sa récolte dans une cave obscure pour éviter l'impôt,.
Vers 1850 ce fut le jardinier en chef du jardin botanique de Bruxelles, Franciscus Bresiers, qui en systématisa le forçage en cultivant la racine de chicorée en hiver, à l’abri de la lumière et du gel,.

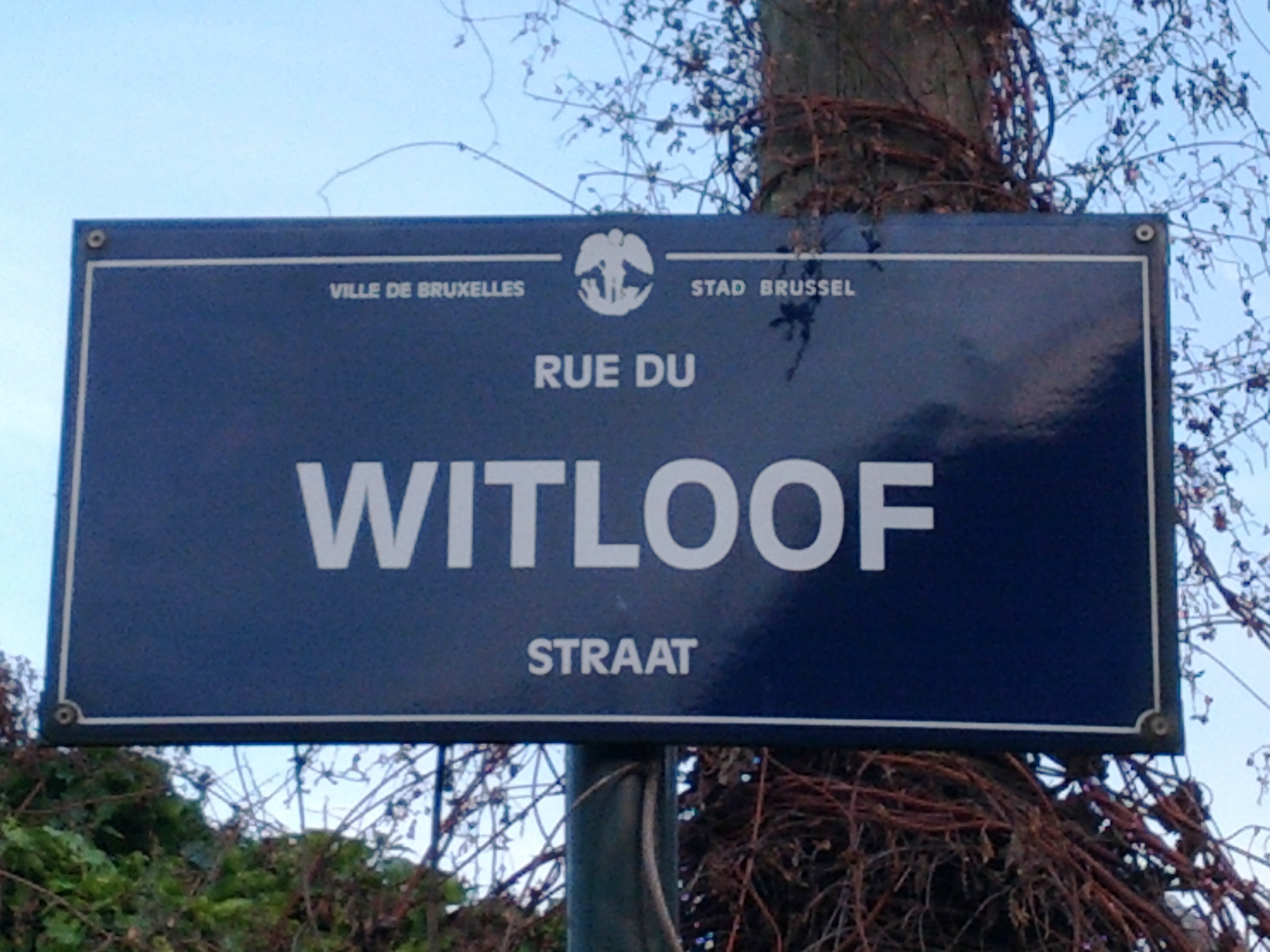
La rue du « Witloof » à Haren, au nord-est de Bruxelles.

Des feuilles blanches se développent alors en repousses très compactes, qui justifient son nom flamand de witloof (feuille blanche). Ce secret de fabrication se répand dans la banlieue de Bruxelles où il reste localisé pendant près de vingt ans.
En 1873, Henri de Vilmorin la rapporta de l'Exposition internationale d'horticulture de Gand et la présenta à la Société nationale d'horticulture de France en 1875. Le premier cageot fut vendu aux halles de Paris en 1879 sous le nom d'« endive de Bruxelles » et le nom lui resta. En France, la production se développe dans le Nord-Pas-de-Calais après la Première Guerre mondiale puis dans les années 1970 avec la mise au point par l'INRA d'un procédé de forçage industriel. Ce succès atteint alors les pays voisins, surtout après la Seconde Guerre mondiale.
Une sorte de cette espèce, très renommée dans la région, est le chicon de Saint-Symphorien, village de l'entité de Mons, qui donne son surnom aux habitants et à son équipe de football : les chiconniers.
Consommée crue ou cuite, en salade ou en légume, voire en potage, cette plante connaît aujourd’hui une renommée mondiale.

## Description

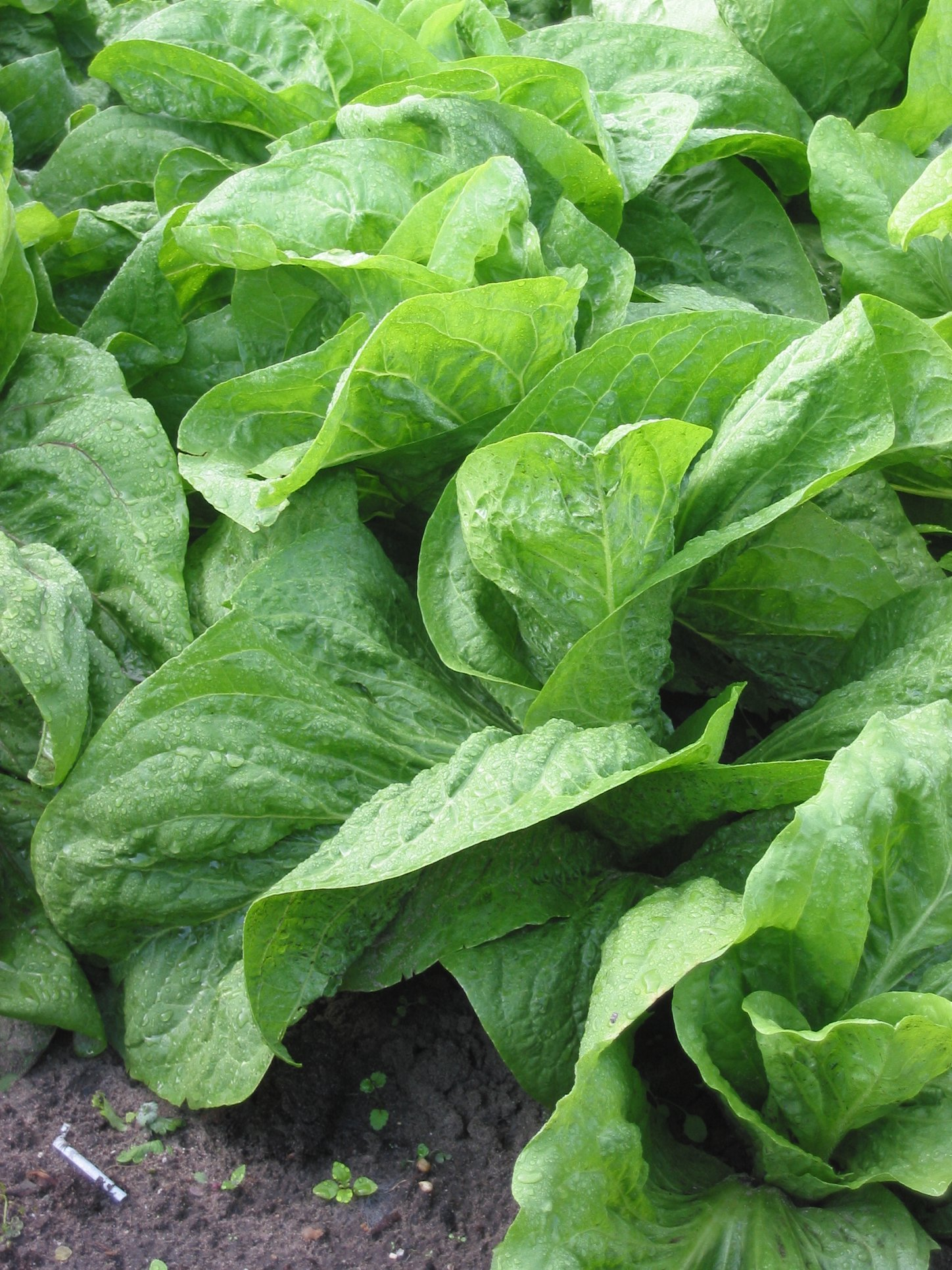
Feuillage de Cichorium intybus var. foliosum.

La  chicorée witloof est une espèce allogame bisannuelle ayant une bonne résistance au froid.
Comme les chicorées sauvages, c'est une plante herbacée robuste, plus ou moins pubescente. Les inflorescences sont des capitules formés de fleurs bleues. Les fruits (akènes) sont surmontés d'une couronne de poils écailleux très courts. La racine est pivotante, riche en inuline.

## Exploitation

### Variétés

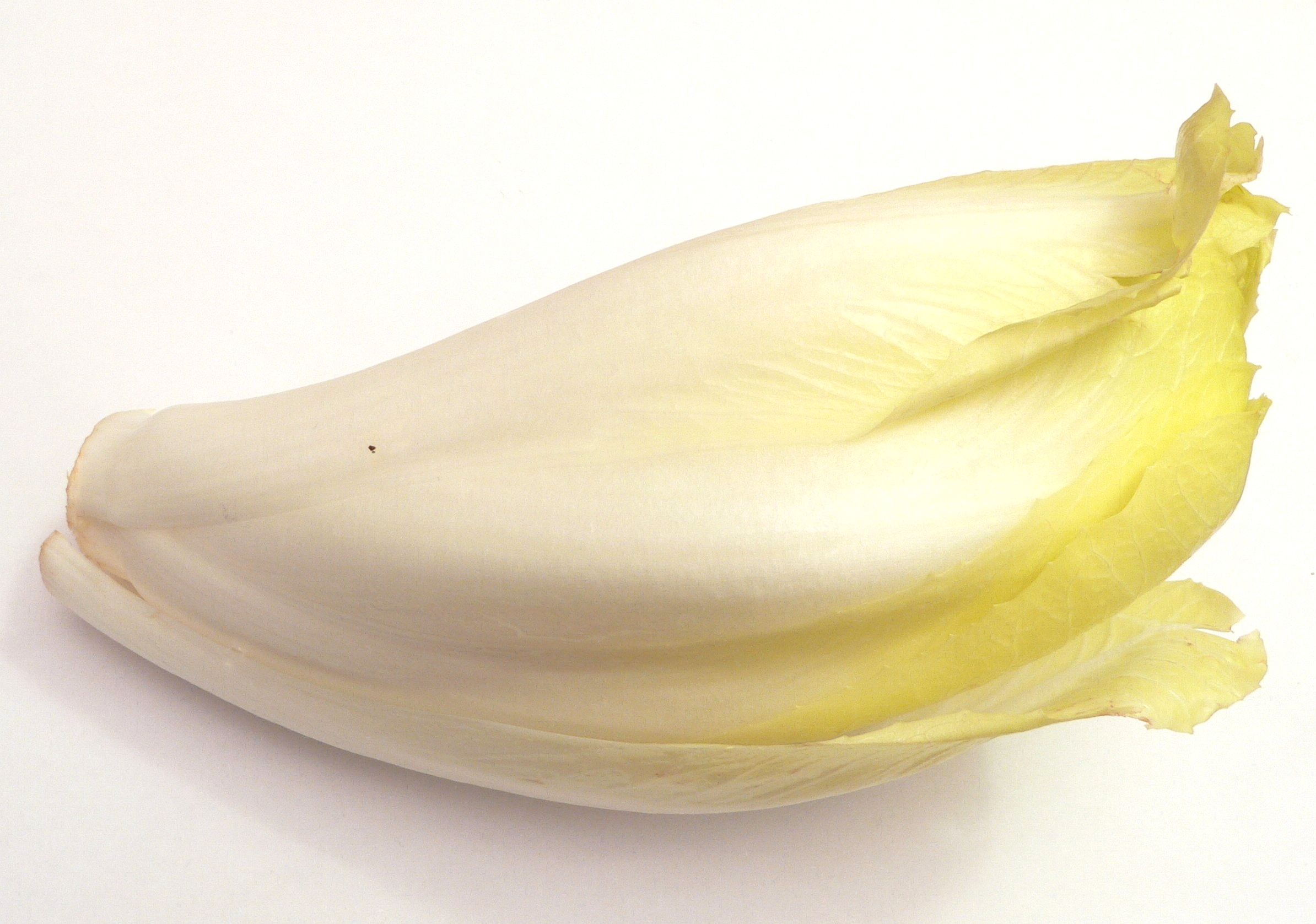
Endive prête à être consommée.

En 2023, 200 variétés de chicorées witloof (endives) sont inscrites au Catalogue européen des espèces et variétés, parmi celles-ci 47 sont inscrites au Catalogue officiel français.
Presque toutes ces variétés d'endives sont des hybrides F1, à l’exception en France de la variété 'Normale' inscrite sur la liste SVI (auparavant liste des anciennes variétés pour amateurs).
Quelques variétés cultivées :
- anciennes : 'Normale' ;
- hybrides blanches : 'Alliance', 'Baccara', 'Flash', 'Flexine', 'Jocker', 'Native', 'Podium', 'Takine', 'Zoom', etc.
- hybrides rouges : 'Abellis', 'Festive', 'Selkis'

La variété ancienne Barbe de capucin, ancêtre de l'endive, est classée comme chicorée à larges feuilles ainsi que la variété 'Pain de Sucre' et les autres chicorées (intybus) italiennes non hybrides telles que 'Rossa Italia', 'Rouge de Vérone', etc.

### Culture

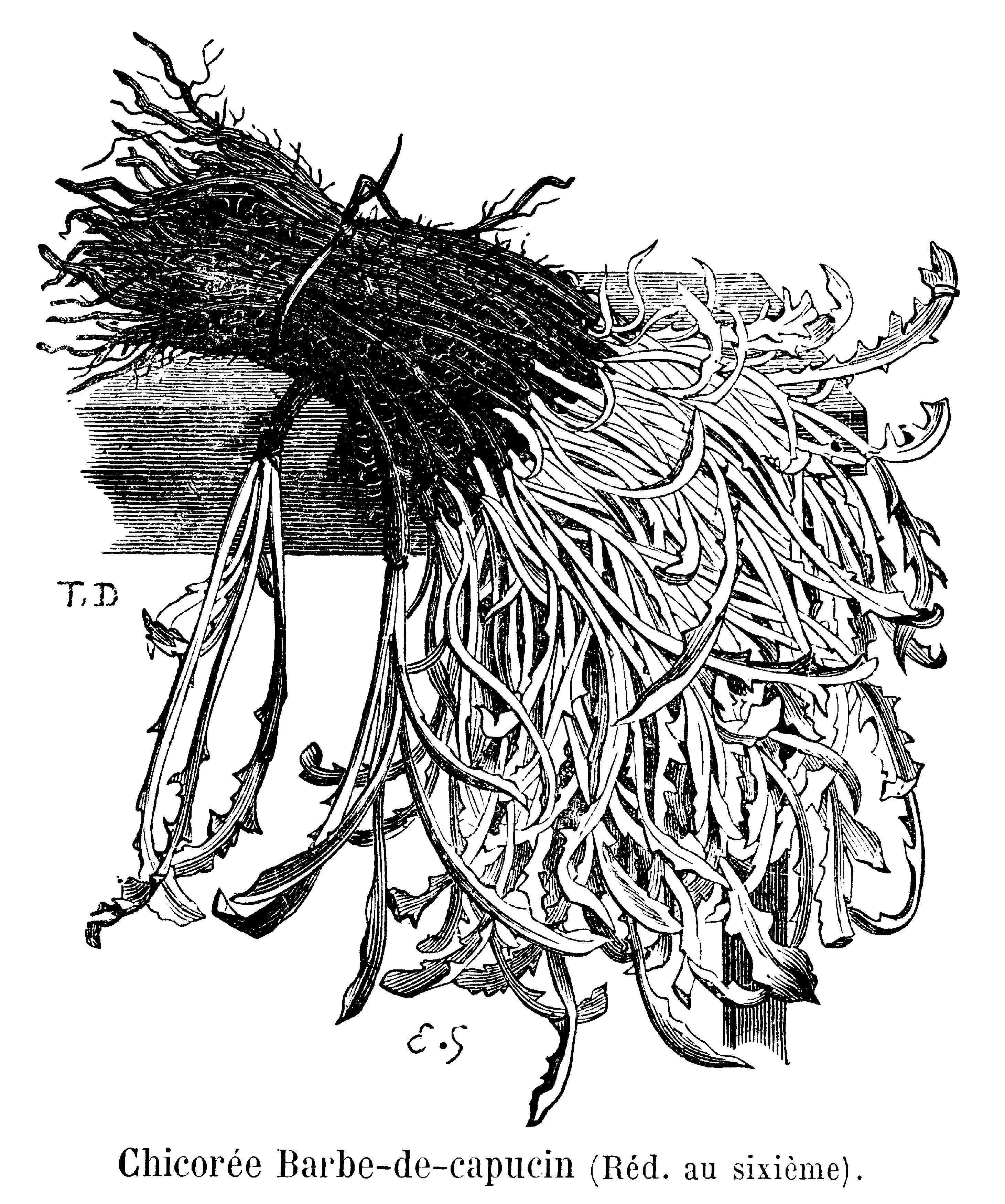
Cultivée avant l'endive, la « Barbe de capucin » est une salade de chicorée étiolée pour en atténuer l'amertume.

L'endive est d'une culture contraignante du fait des différentes opérations: semis, culture, récolte, puis habillage de la racine et forçage. Elle demande un sol riche et humifère, une exposition ensoleillée.
La conduite se déroule en deux temps:
- le semis au printemps donne une plante à grosse racine et longues feuilles vertes. Ces racines sont récoltées à l’automne et stockées pendant l’hiver.
- en méthode traditionnelle, les racines sont ensuite mises à forcer en couche, en terre. Pour avoir des endives plus tôt, les producteurs peuvent les recouvrir avec des bâches microporeuses afin de réchauffer la terre et d'éviter les risques de gel.
- en production importante, actuellement, elles sont cultivées dans des bacs en salle obscure[19]. Cela permet en trois semaines, à une température d’environ 20 °C, d'obtenir un bourgeon, blanc crème à jaune pâle et à feuilles bien serrées[19]. L'endive ainsi produite en salle n’est pas lavée après récolte, car elle n’est pas en contact avec la terre.

En culture de pleine terre, les ravageurs les plus courants sont la mouche de l'endive et les vers gris qui rongent la racine et le cœur des plantes.

### Commercialisation
L'endive est essentiellement destinée au marché de frais.
Les endives cultivées en couche ou en sable se jouent des hausses et baisses hivernales du thermomètre. Grâce à l'amélioration des techniques de conservation, elle est commercialisée tout au long de l'année.
On ne rencontre plus les endives amères d’autrefois, les progrès considérables effectués ces dernières années en matière de sélection de variétés et les tests de maturité réalisés avant la récolte ayant permis d’éliminer en grande partie cette amertume. Toutefois certains regrettent aujourd'hui leur amertume.
À partir des années 1970, la France est devenue premier producteur et exportateur mondial devant la Belgique et les Pays-Bas.

### Conservation
Les endives se conservent plusieurs jours au frais dans le bac à légumes du réfrigérateur ou dans la cave dans un sac plastique. Le maintien en obscurité est important, car il évite l’apparition de zones vertes, amères, sous l’effet de la lumière. Dans ce but, le légume est souvent vendu emballé dans un papier bleu foncé.

### Utilisation
Dans beaucoup de recettes, on conseille d’atténuer l’amertume de l'endive par un évidement conique à sa base ou par l’adjonction de sucre,. Les puristes ne semblent pas d'accord avec ce conseil : ils assurent que c’est précisément cette amertume qui fait tout l’intérêt de l'endive. En fait, les récepteurs des saveurs primaires qui composent le goût ne sont pas les mêmes pour le sucré et l'amertume.
Parmi les recettes à base d'endives, on trouve le faisan à la brabançonne et surtout les populaires chicons au gratin connus en Belgique et, en France, sous le nom d’endives à la béchamel.
Ce légume se prête à de multiples variations culinaires, dans des salades composées avec mâche, frisée, cerneaux de noix et fromage bleu, dés de pomme, de nèfle, de jujube ou de chair d’avocat, olives, jambon, cubes de gruyère, betterave, etc., cuit à la vapeur ou à l’étouffée, pour accompagner des plats de viande ou de poisson, ou enrobé d’une tranche de jambon, nappé d’une sauce légère (au lait, au vin blanc) et d’un peu de fromage (gruyère râpé, reblochon) ou encore braisé à la poêle, accompagné d'un filet d'huile d'olive ou d'une fine tranche de lard fumé.

#### Utilisation des racines après récolte
En production familiale, après une première récolte, les racines peuvent être gardées pour une seconde récolte d'endives plus nombreuses, mais plus petites.
En production industrielle, les racines après récolte sont considérées comme un coproduit, essentiellement riche en énergie, commercialisé pour l'alimentation des ruminants.

## Dans la culture populaire
- Le nom de l'endive est attribué au 14e jour du mois de brumaire du calendrier républicain ou révolutionnaire français[30], généralement chaque 4 novembre du calendrier grégorien.
- En 1967, un film documentaire belge en 16 mm est réalisé pour le cinéma et la télévision par Ernst Vanthomme intitulé Le Witloof belge. Ce court métrage présente la chicorée-witloof qui est cultivée dans le triangle formé par Bruxelles, Malines et Louvain.
- En 2020 sera inauguré un nouveau quartier de Bruxelles sur l’ancien site industriel Tour et Taxis. Vingt-huit nouvelles voies vont être baptisées (d’après 1 397 propositions) dont le « passage du Chicon »[31][Passage à actualiser].